# 野田毅 (政治家)
野田毅（1941年10月3日—）日本眾議院議員（16期），至2021年為止在自民黨眾議員中當選次數最多，也是第48屆日本眾議院議員總選舉選出的議員中當選次數第二多的議員（僅次於小澤一郎）。現任日中協會會長。歷任建設大臣、經濟企劃廳長官、自治大臣、国家公安委員会委員長。
野田長期致力於中日關係發展，於2000年7月起擔任一般社團法人日中協會會長。2009年11月11日，由野田擔任名譽團長的日本遺孤感恩訪華團在中南海紫光閣與時任中國國務院總理溫家寶見面。2010年5月30日，溫家寶訪日期間向野田頒發中日友好貢獻獎的獎狀和盾牌。2018年8月24日訪問中國期間，在北京與中國國家副主席王岐山舉行會談，是王岐山就任中國國家副主席以後正式會見的第一位日本政治家。

## 荣誉

### 日本勋章奖章
- 旭日大绶章（2022年4月29日公布[6]）